# Efect de memorie
Efectul de memorie, cunoscut și ca efectul de acumulator leneș sau memoria acumulatorului, este un efect observat la acumulatoarele cu cadmiu nichel care le face să rețină mai puțină energie. Efectul de memorie descrie situația particulară în care anumite acumulatoare CdNi își pierd treptat capacitatea maximă de a stoca energie electrică dacă sunt reîncărcate în mod repetat înainte de a fi complet descărcate. Acumulatoarele par să-și "amintească" capacitatea mai mică.  Motivul producerii acestui efect îl constituie schimbarea caracteristicilor materialelor active ale acumulatorului insuficient folosite. Acest termen este adeseori folosit în mod greșit în majoritatea cazurilor în care un acumulator pare să rețină mai puțină energie decât ar fi normal. Aceste cazuri se datorează în special vechimii și folosirii acumulatorului care conduc la schimbări ireversibile în acumulator din cauza scurtcircuitelor interne, pierderii de electrolit sau schimbării polarității (în cazul bateriilor de acumulatoare). 

## Alte probleme percepute ca efect de memorie

### Scăderea tensiunii datorată supraîncărcării
Un proces obișnuit adesea descrise ca efect de memorie este scăderea tensiunii. În acest caz tensiunea maximă a acumulatorului scade mai repede decât normal în timpul folosirii, chiar dacă energia totală rămâne aproape aceeași. În echipamentele electronice moderne care monitorizează tensiunea acumulatorului pentru a indica gradul de încărcare, acumulatorul pare să se descarce foarte repede și să rămână fără energie. Utilizatorului i se pare că acumulatorul reține mai puțină energie, ceea ce pare a fi similar cu efectul de memorie.  Această situație este întâlnită adesea la dispozitivele cu un consum mare cum ar fi camerele foto digitale.
Scăderea tensiunii are drept cauză formarea de cristale mici de electrolit pe electrozi ca urmare a supraîncărcării repetate a acumulatorului. Aceste cristale pot  bloca electrozii, crescând rezistența și scăzând tensiunea unor celule din bateria de acumulatoare. Aparent, aceste celule individuale se descarcă mai rapid și tensiunea baterie de acumulatoare scade brusc. Această situație de supraîncărcare se întâlnește adesea la folosirea încărcătoarelor de tipul trickle charger.

### Descărcarea puternică
Unele acumulatoare se pot strica dacă sunt supuse în mod repetat unei descărcări puternice. Bateriile de acumulatoare sunt formate din mai multe celule asemănătoare dar nu identice. Fiecare celulă are propria capacitate. Pe măsură ce bateria de acumulatoare este descărcată puternic, celula care are capacitatea cea mai mică  se descarcă complet (încărcare zero) apoi se încarcă în sens invers pe măsură ce curentul generat de restul celulelor care se descarcă trece prin celula cu cea mai mică capacitate. Pierderea de capacitate rezultată a bateriei de acumulatoare este adesea descrisă ca efect de memorie. 

### Vechimea și folosirea
Toate acumulatoarele (bateriile reîncărcabile) au o durată de viață finită și cu timpul își pierd capacitatea de stocare a energiei ca urmare a unor reacții chimice secundare fie că sunt folosite sau nu. Acumulatoarele pe bază de litiu au cea mai mare durată de viață dacă nu sunt folosite și in acest sens sunt citate exemple de acumulatoare de acest tip cu o vechime de aproape 20 de ani care și-au păstrat capacitatea inițială. Din nefericire la acest tip de acumulatoare numărul ciclurilor de încărcare-descărcare este mic și cele mai bune exemple rareori depășesc 500 de cicluri de încărcare –descărcare completă. 

### Remedii posibile
Există numeroase sugestii legate de remedierea acumulatoarelor cu tensiune scăzută.
Există unele baze științifice în spatele unuia dintre recomandările cele mai commune: descărcarea completă a acumulatorului în alt dispozitiv în vederea dizolvării cristalelor. Totuși, în cazul bateriilor de acumulatoare această tehnică adesea deteriorează unele celule din bateria de acumulatoare scurtând considerabil durata de viața a bateriei de acumulatoare. Unele celule se pot deteriora puternic prin descărcarea completă înaintea altor celule urmată de încărcarea în sens invers de curentul generat de celulele care nu s-au descărcat complet. 
Pentru a evita deteriorarea unor celule, fiecare celulă trebuie descărcată individual nu bateria de acumulatoare ca un întreg.  Nu este necesară monitorizarea tensiunii întrucât fiecare celulă poate fi descărcată la zero volți fără a exista riscul deteriorării. (vezi NiMH) Unii fabricanți recomandă depozitarea cu celulele descărcate astfel și scurtcircuitate.
Funcționarea incorectă a unui dispozitiv datorată căderii de tensiune este rezultatul  proiectării unui management defectuos al bateriei de către dispozitiv și nu se datorează bateriei de acumulatoare sau modului de folosire a dispozitivului. Există foarte puține dispozitive care funcționează corect în cazul apariției efectului de memorie deși nu au fost proiectate în acest sens.